# Merci Maman Merci Papa
Albums de Agnès Bihl
La Terre est blonde
(2001) "Demandez le programme"
(2007)
Merci Maman Merci Papa est le second album d'Agnès Bihl sorti en 2005.
Jehan Cayrecastel, Alice Berrebi, Giovanni Mirabassi, Tom Poisson ont participé à la composition des musiques de l'album.

## Morceaux
| No  | Titre                            | Auteur                              | Durée |
| --- | -------------------------------- | ----------------------------------- | ----- |
| 1.  | Merci Maman, Merci Papa          | Agnès Bihl / Jean Cayrecastel       | 3:37  |
| 2.  | J'ai pas le temps d'avoir 30 ans | Agnès Bihl                          | 2:45  |
| 3.  | À ton mariage                    | Agnès Bihl                          | 3:15  |
| 4.  | Papa Dimanche                    | Agnès Bihl                          | 3:01  |
| 5.  | La complainte des filles de joie | Georges Brassens / Georges Brassens | 3:22  |
| 6.  | Paris au mois d'août             | Agnès Bihl                          | 2:14  |
| 7.  | 13 ans                           | Agnès Bihl                          | 2:49  |
| 8.  | Madame                           | Agnès Bihl                          | 3:24  |
| 9.  | Solitude                         | Agnès Bihl                          | 2:30  |
| 10. | Baby Boom                        | Agnès Bihl                          | 3:38  |
| 11. | Je reviens                       | Agnès Bihl                          | 4:04  |
| 12. | Sac à vie                        | Agnès Bihl                          | 2:38  |
| 13. | Méchante                         | Agnès Bihl                          | 2:48  |